# 维斯托尼斯湖

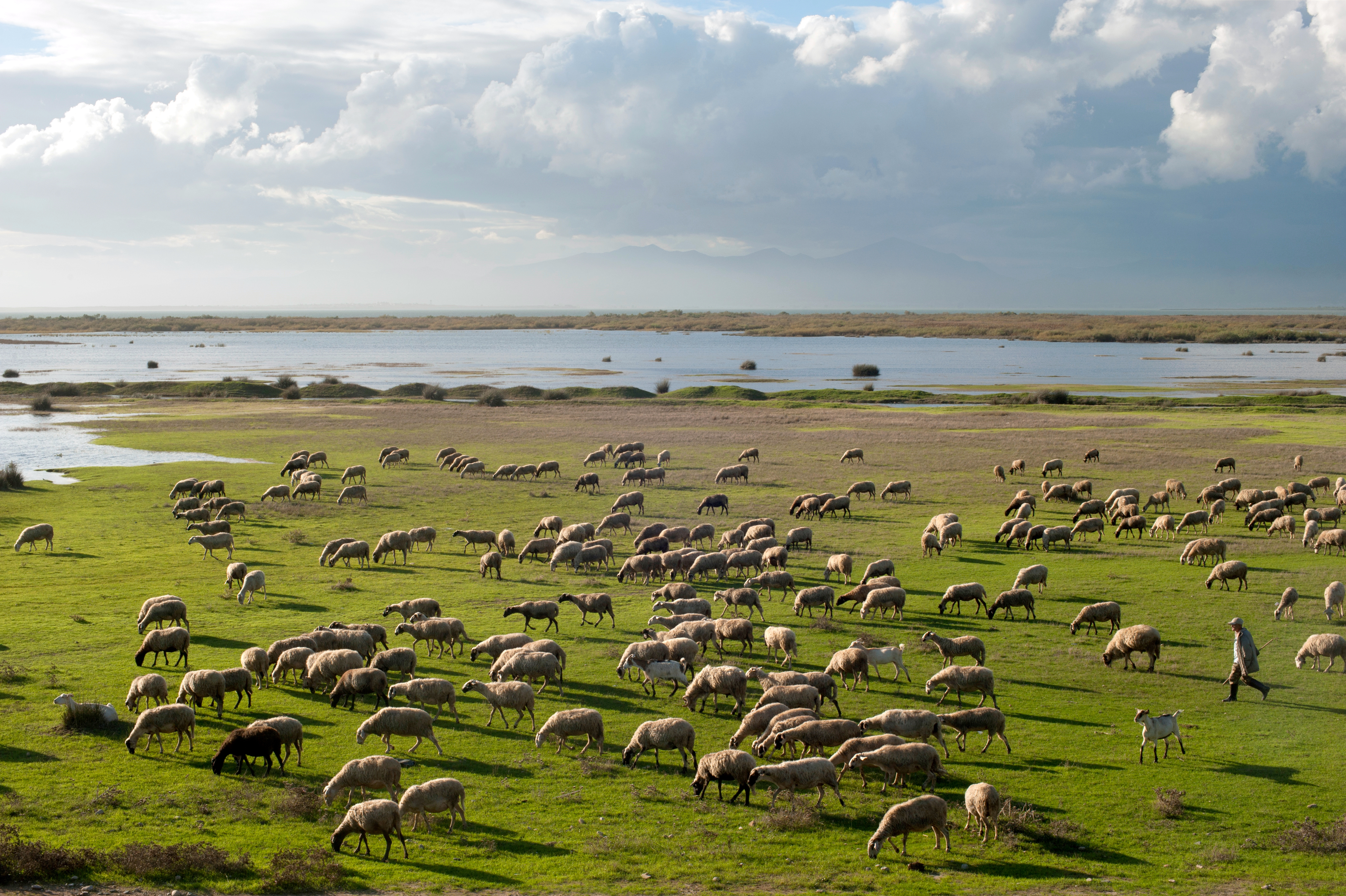
维斯托尼斯湖畔的羊群

维斯托尼斯湖 （希臘語：Λίμνη Βιστωνίδα）是希腊东马其顿和色雷斯大区克桑西专区的一个湖泊，因希腊神话而著名。
湖面积为42平方公里。根据季节不同，湖面积也有所不同，大约有6平方公里差值。平均深度为2.5米，最深处为3-4米。
维斯托尼斯湖具有一个独特的生态系统。该地区动物品种有：鱼类，两栖类，爬行类，哺乳类，鸟类以及植物区系。共约300多物种。如今生态环境受打猎和旅游威胁，商业化的渔业、农业和工业也是遭受破坏的原因。